# 그리스와 덴마크의 왕자 필리포스 (1986년)
그리스와 덴마크의 왕자 필리포스(그리스어: Φίλιππος, 1986년 4월 26일 ~ )는 그리스의 선왕 콘스탄티노스 2세와 그리스 왕비 아네마리의 삼남이다. 현재는 뉴욕에 거주하며 투자 분석가로 일하고 있다. 